# Jan Świercz

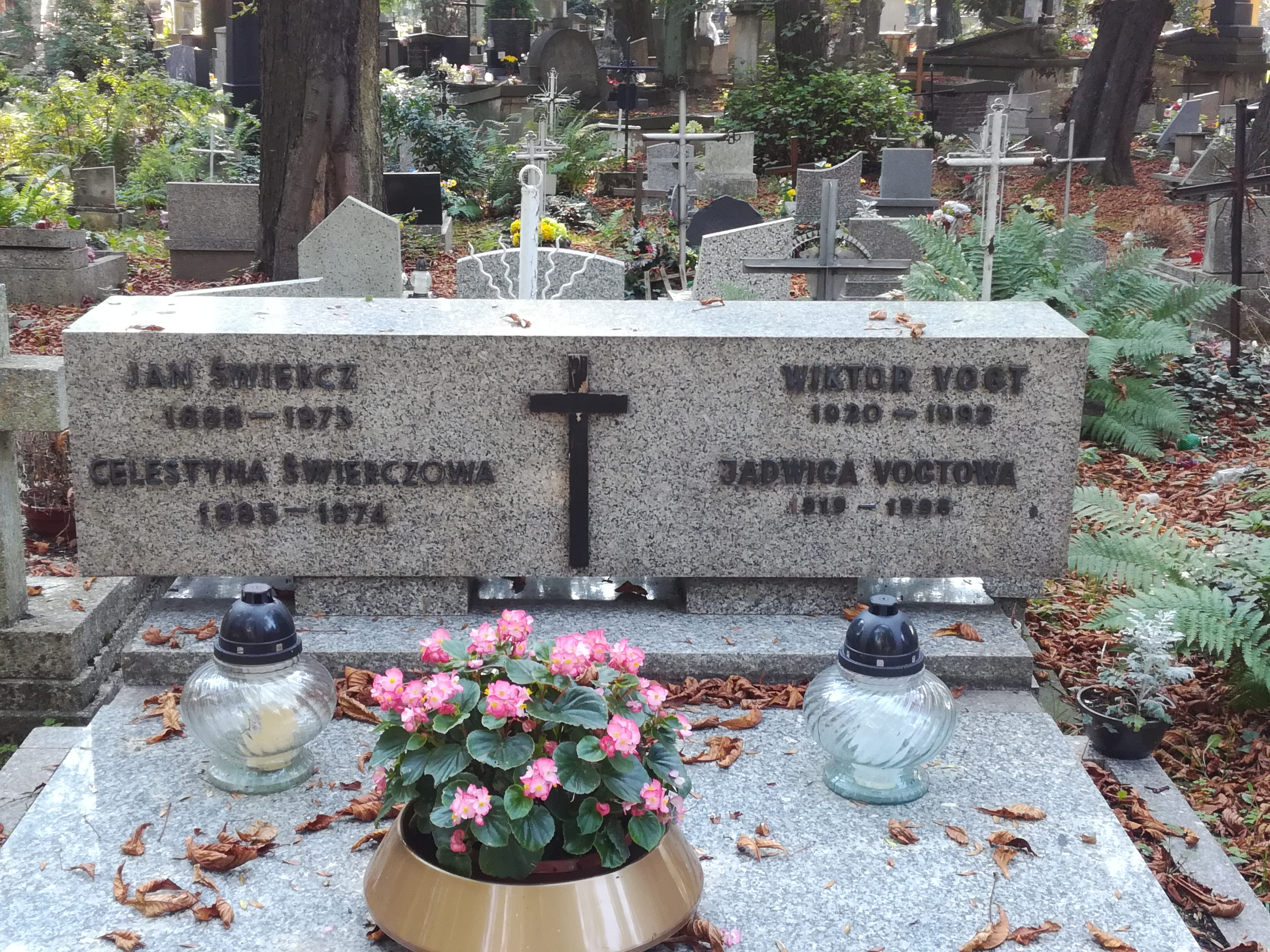
Grób Jana Świercza na cmentarzu Rakowickim

Jan Świercz (ur. 23 sierpnia 1888 w Kielcach, zm. 28 grudnia 1973) – działacz niepodległościowy, samorządowy i społeczny, kawaler Orderu Virtuti Militari.

## Życiorys
Urodził się 23 sierpnia 1888 w Kielcach, w rodzinie Pawła, pracownika kolei, i Katarzyny z d. Nawara. Był starszym bratem Wincentego (1896–1915). Ukończył szkoły elementarne, następnie Szkołę Kupiectwa Łódzkiego. Egzamin dojrzałości zdał w 1909. W latach 1909–1914 pracował jako buchalter w Towarzystwie Wzajemnego Kredytu w Zgierzu.
W styczniu 1915 wstąpił do I Brygady Legionów Polskich Józefa Piłsudskiego. 31 lipca 1915 został ranny w bitwie pod Jastkowcem. Po kryzysie przysięgowym internowany w Szczypiornie w 1917/1918. Od 1919 pracował jako sekretarz szkolny w Państwowym Gimnazjum im. Stanisława Staszica w Zgierzu. Od grudnia 1919 do września 1939 był burmistrzem Zgierza. W październiku 1939 został aresztowany przez Niemców. Po zwolnieniu uszedł do Krakowa, gdzie zatrudnił się w mleczarni. Później pracował w Leżajsku, a następnie w Bochni.
Po wojnie pracował Spółdzielni Spożywców „Społem” w Krakowie jako księgowy. Przez wiele lat był ławnikiem w sądach Krakowa, poza tym był członkiem Komitetu Blokowego (samorządu mieszkańców) oraz czynnym członkiem Krakowskiego Towarzystwa Astronomicznego. 
Był mężem Celestyny z d. Kieruczenko (1885–1974), nauczycielki języka polskiego, ojcem Jadwigi (1919–1998), Anny i Zofii.
Zmarł 28 grudnia 1973 i został pochowany na cmentarzu Rakowickim w Krakowie (kwatera Ł-zach-po prawej Seidlera).

## Ordery i odznaczenia
- Krzyż Srebrny Orderu Wojskowego Virtuti Militari nr 7265 – 17 maja 1922[3]
- Krzyż Niepodległości – 24 maja 1932[4]
- Krzyż Oficerski Orderu Odrodzenia Polski – 10 listopada 1928[5]
- Złoty Krzyż Zasługi – 10 maja 1937[6]
- Złota Odznaka „Za pracę społeczną dla Miasta Krakowa” (1972)